# فرودگاه نیو پلیموث
 فرودگاه نیو پلیموث (به انگلیسی: New Plymouth Airport) یک فرودگاه همگانی مسافربری با کد یاتا NPL است که یک باند فرود چمن دارد و طول باند آن ۱۰۰۰ متر است. این فرودگاه در کشور نیوزلند قرار دارد و در ارتفاع ۳۰ متری از سطح دریا واقع شده است.

## شرکت‌های هواپیمایی و مقصدهای پروازی
| شرکت‌های هواپیمایی                             | مقصدهای پروازی                  |
| --------------------------------------------- | ------------------------------- |
| ایر نیوزلند لینک اجرا توسط ایر نلسون          | اوکلند، کرایست‌چرچ، ولینگتون     |
| ایر نیوزلند لینک اجرا توسط Mount Cook Airline | اوکلند، کرایست‌چرچ، ولینگتون     |
| جت‌استار اجرا توسط ایسترن استرالیا ایرلاینز    | اوکلند                          |
| اوریجین‌ایر                                    | نلسون (آغاز از ۲۹ سپتامبر ۲۰۱۷) |